# Ematurgina albovata
Ematurgina albovata är en fjärilsart som beskrevs av Hans Ferdinand Emil Julius Stichel 1929. Ematurgina albovata ingår i släktet Ematurgina och familjen Riodinidae. Inga underarter finns listade i Catalogue of Life.